# Cernay (Alto Reno)
Cernay (in alsaziano Sanna, in tedesco Sennheim) è un comune francese di 11 539 abitanti situato nel dipartimento dell'Alto Reno nella regione del Grand Est.
I suoi abitanti si chiamano Cernéens.

## Società

### Evoluzione demografica
Abitanti censiti